# Кашеу (річка)
Кашеу (порт. Cacheu) — річка у Гвінеї-Бісау, уздовж верхньої течії також відома як Фарім (порт. Farim). Загальна довжина — близько 257 км. Однією з основних її приток є річка Канджамбарі.

## Опис течії
Верхів'я знаходяться поблизу північного кордону країни, на північ від Контубела та неподалік від вигину річки Геба. Протікає на захід біля міста Фарім і недалеко від Бігене, далі розширюється до лиману, на південному березі якого лежить місто Кашеу. Острів Елія — досить великий острів, розташований на правому березі річки, близько до її гирла. Західний кінець острова лежить на схід від впадіння річки Елія в острів Онгерінгао на іншому березі.
Кашеу є судноплавною для великих (до 2000 тонн) кораблів приблизно на 97 км від гирла, а для менших суден значно далі; раніше це був важливий торгівельний шлях.

## Історія
Під час колоніальної війни Португалії, війни за незалежність Гвінеї-Бісау, річку використовували у кількох військових операціях.
У 2000 р. значна частина лиману річки стала частиною Природного парку річки Кашеу. 68 % території парку займають дерева манго, що є частиною великого блоку цих дерев у Західній Африці.